# Wysoczyzna Złoczewska
Wysoczyzna Złoczewska (318.22) – mezoregion fizycznogeograficzny w środkowej Polsce, stanowiący południową część Niziny Południowowielkopolskiej. Region graniczy od północy z Wysoczyzną Turecką, od zachodu z Kotliną Grabowską, od południa z Wysoczyzną Wieruszowską i Wyżyną Wieluńską, od południowego wschodu z Kotliną Szczercowską a od północnego wschodu z Kotliną Sieradzką. Wysoczyzna Złoczewska leży głównie na obszarze woj. łódzkiego, tylko fragmentarycznie w woj. wielkopolskim.
Mezoregion jest równiną morenową położoną w międzyrzeczu górnego biegu Warty i Prosny. Wzdłuż południkowego wododziału tych rzek występują tu góry-świadki kemów i moren czołowych (do 206 m n.p.m.) z okresu zlodowacenia warciańskiego. Gleby regionu to głównie bielicoziemy i gleby rdzawe. Wysoczyzna Złoczewska ma mieszany charakter rolniczo-leśny.
Jedynymi ośrodkami miejskimi regionu są Złoczew, Błaszki i Lututów. Ponadto leżą tu wsie: Czarnożyły, Brąszewice, Brzeźnio, Ostrówek, Wróblew i Biała.